# Erich Mühsam
Erich Mühsam (6 d'abril de 1878 a 10 de juliol de 1934) va ser un jueu alemany anarquista assagista, poeta i dramaturg. Al final de la Primera Guerra Mundial va esdevenir un dels agitadors principals de la República Soviètica Federada de Baviera.
També fou actor de cabaret, va aconseguir fama internacional durant els anys de la República de Weimar per les obres que, abans que Hitler arribàs al poder el 1933, condemnaven el nazisme i satiritzaven el futur dictador. Mühsam va ser assassinat al camp de concentració d'Oranienburg, el 1934.

## Biografia

### Primers anys: 1878-1900
Va ser el tercer fill de Siegfried Seligmann Mühsam, un farmacèutic jueu de classe mitjana. Erich Mühsam va néixer a Berlín el 6 d'abril de 1878. Poc després, la família es mudaria a la ciutat de Lübeck.
Mühsam va ser educat al Katharineum-Gymnasium a Lübeck, una escola coneguda per la seva disciplina autoritària i el càstig corporal, que va servir de model per a diversos dels escenaris a la novel·la de Thomas Mann Buddenbrooks (1901). El jove estudiant Erich era per la seva naturalesa rebel i es va resistir al programa reglamentat de l'escola, i va ser sovint castigat físicament. Va ser en l'esperit d'aquesta resistència que el gener de 1896, Mühsam va causar un escàndol en enviar una carta anònima al diari Lübecker Volksboten a la qual denuncià un dels mestres més desagradables de l'escola. Quan es va descobrir la seva identitat, Mühsam va ser expulsat del Katharineum-Gymnasium per simpatitzar i participar en activitats socialistes. Més tard completaria la seva formació a Parchim.
Des de molt primerenca edat, Erich Mühsam mostrà un talent per escriure, i desitjava esdevenir poeta, una aspiració que el seu pare va buscar llevar-li. Els seus Juvenília consistiren en faules d'animals, i van ser publicats per primera vegada quan tenia 16 anys, guanyant petites quantitats de diners per als poemes satírics sobre les notícies locals i els esdeveniments polítics. No obstant això, davant la insistència del seu pare, el jove Erich començà estudiar farmàcia, professió que va abandonar ràpidament per tornar a les seves ambicions poètiques i literàries. Mühsam va abandonar Lübeck i anar cap a Berlín per seguir una carrera literària. Més tard va escriure sobre la seva joventut: «El meu odi creix, quan miro enrere i visualitzo les vacil·lacions indescriptibles que se suposa que vaig vèncer per treure fora de mi tots els meus sentiments innats».

### Poeta, escriptor, anarquista: 1900-1918

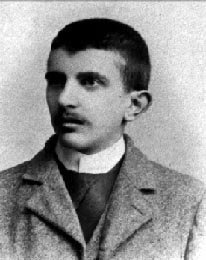
Erich Mühsam quan era jove, ca. 1894

Mühsam es va traslladar a Berlín el 1901 on va començar a treballar en una farmacia. Va cohabitar amb la seva parella, l'escriptor Johannes Nohl. Aviat es va involucrar en un grup anomenat Neue Gemeinschaft (Nova Societat) sota la direcció de Julius i Heinrich Hart, que combinaven la filosofia socialista amb la teologia i la vida en comú amb l'esperança d'esdevenir «un precursor d'una gran comunitat de la humanitat treballadora i socialment unida». Dins d'aquest grup, Mühsam va conèixer Gustav Landauer qui va animar al seu creixement artístic i va obligar el jove Mühsam a desenvolupar el seu propi activisme basat en una combinació de comunisme i de filosofia política anarquista. Desitjant una major participació política, el 1904, Múhsam es va retirar de Neue Gemeinschaft i es va traslladar temporalment a una comuna d'artistes a Ascona, Suïssa, on el vegetarianisme es barrejava amb el comunisme i el socialisme. Va ser aquí on va començar a escriure obres, la primera Die Hochstapler (Els estafadors), juxtaposant la nova teoria política moderna dins de les formes tradicionals dramàtiques, que es van convertir en una marca típica de la seva obra dramàtica. Durant aquests anys, va començar a contribuir i editar diverses revistes anarquistes. Aquests escrits fan de Mühsam l'objectiu de constants vigilància policial i arrestos a causa del fet que era considerat un dels agitadors anarquistes més perillosos d'Alemanya. La premsa va aprofitar l'oportunitat per presentar-lo com un vilà acusat de conspiracions anarquistes i petits delictes.
El 1908, Mühsam es va traslladar a Múnic, on es va involucrar en el cabaret. Mentre Mühsam no prenia particularment cura pel seu treball d'escriure cançons de cabaret, aquestes van esdevenir unes de les seves creacions més famoses .
El 1911, Mühsam va fundar la revista Kain (Cain), com a fòrum de les ideologies comunista-anarquistai va afirmar que seria «un òrgan personal per a qualsevol que sigui l'editor, com a poeta, com un ciutadà del món, i com a proïsme tenia al cap.» Mühsam utilitza Kain per a ridiculitzar l'Estat alemany i el que percebia com excessos i abusos d'autoritat, de peu a favor d'abolir la pena capital, i en oposar-se als intents del govern de reintroduir la censura al teatre. La revista ofereix una anàlisi profètic i perceptiu dels assumptes internacionals. Durant el període de la Primera Guerra Mundial, la publicació va ser suspesa per evitar la censura pel govern executada sovint contra els diaris privats, en desacord amb el govern imperial i la guerra.
Mühsam es va casar amb Kreszentia Elfinger (sobrenom Zenzl), la filla vídua d'un granger de Baviera, el 1915.
La Primera Guerra Mundial veuria la comunitat anarquista internacional marcadament dividida en favor de la guerra i en contra la guerra, alguns hipernacionalísticament donen suport a Alemanya, altres volen que els enemics d'Alemanya (el Regne Unit, França, i més tard els Estats Units d'Amèrica) siguin victoriosos. Mühsam va arribar a ser extremadament nacionalista i militant en el seu suport a Alemanya en la guerra, escriu als seus diaris: "I jo l'anarquista, l'antimilitarista, l'enemic de les consignes nacionals, l'antipatriota i implacable crític de les fúries de l'armament, vaig descobrir-me a mi mateix d'alguna manera posseït per la intoxicació comuna, disparat per una passió furiosa ". El seu suport públic a la guerra va ser aprofitat per la premsa controlada per l'Estat als efectes de la propaganda, i pels anarquistes companys que es van sentir traïts. No obstant això a finals de 1914, Mühsam, pressionat pels seus coneguts anarquistes renuncià al seu suport a l'esforç de guerra, afirmant que "jo probablement vaig haver de suportar el pecat de trair els meus ideals per la resta de la meva vida" i apel·lant, "Aquells que còmodament assentiren i van dir 'no podem canviar les coses' vergonyosament profanaren la dignitat humana i tots els dons del seu propi cor i el cervell. Per la seva renúncia sense una lluita de tota la seva capacitat per enderrocar les institucions fetes per l'home i els governs substituint-los per altres de nous ". Durant la resta de la guerra, Mühsam es va oposar a la guerra mitjançant una major participació en molts projectes d'acció directa, incloses les vagues dels treballadors, sovint col·laborant amb figures d'altres partits polítics d'esquerra. Com les vagues augmentaren el seu èxit i la seva violència, el govern de l'Estat de Baviera va començar les detencions massives dels agitadors contra la guerra. Mühsam estava entre els arrestats i empresonats l'abril de 1918. Va ser detingut just abans del final de la guerra al novembre de 1918.

### Els anys de Weimar: 1918-1933

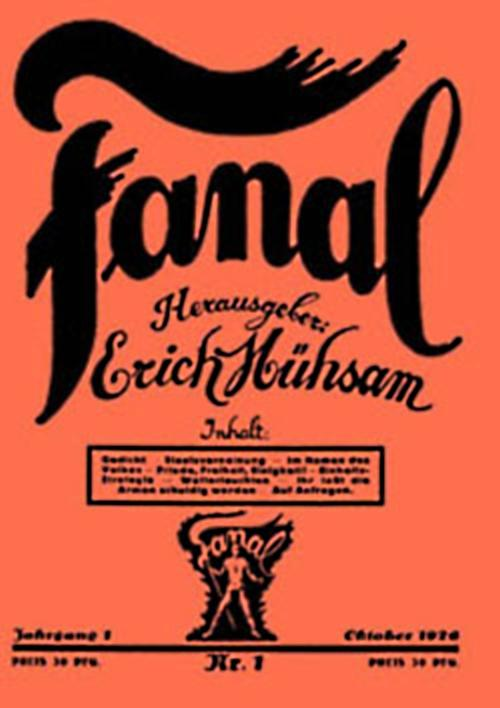
Primera edició de Fanal (1926)

Quan Erich Mühsam va ser posat en llibertat el 3 de novembre de 1918, va tornar a Múnic. En pocs dies, el kaiser Guillem II d'Alemanya va abdicar de la mateixa manera que el rei Lluís III, que regnava de manera semiautònoma a l'Estat de Baviera. Múnic es va trobar enmig d'una revolta. Kurt Eisner del Partit Socialista Independent de Baviera va declarar una república socialista durant la Revolució Roja de Baviera. Eisner, en un gest destinat a portar als anarquistes al nou govern, va oferir un ministeri a Mühsam, qui es va negar, preferint lluitar juntament amb Gustav Landauer, Ernst Toller, Ret Marut i altres anarquistes per al desenvolupament dels Consells de Treballadors (soviets) i les comunes.
No obstant això, després de l'assassinat d'Eisner el 1919, la Bayerische Räterepublik (República Soviètica de Baviera) va ser proclamada, governada pel socialista independent Ernst Toller i els anarquistes Gustav Landauer i Erich Mühsam. Aquest govern va ser de curta durada, només sis dies, sent enderrocat pels comunistes dirigits per Eugen Levine. No obstant això, durant aquest temps, la República Soviètica de Baviera va declarar la guerra a Suïssa, com a resultat de les inexplicables maquinacions d'un viceministre de Relacions Exteriors malalt mental que es va posar furiós per la negativa de Suïssa a prestar el govern de la nova república 60 locomotores. Quan els Freikorps de la República de Weimar, un exèrcit de dreta comandat per Gustav Noske, van aixafar la rebel·lió i es van apoderar de Múnic, Gustav Landauer va ser assassinat i Mühsam arrestat i sentenciat a quinze anys de presó.
Mentre estava a la presó, Mühsam va ser molt prolífic en els seus escrits, va completar l'obra de teatre Judas (1920) i un gran nombre de poemes. El 1924, la República de Weimar va concedir una amnistia general per als presos polítics i va ser alliberat. Adolf Hitler també va ser alliberat en aquesta amnistia, que havia fet vuit mesos d'una condemna de cinc anys per liderar el Putsch de Múnic el 1923.
El Múnic al qual va tornar Mühsam era molt diferent d'aquell del que havia sortit després de la seva detenció. La gent era molt apàtica, en part a causa del col·lapse econòmic d'Alemanya sota la pressió dels pagaments de reparació dels danys de la Primera Guerra Mundial i la hiperinflació. Una temptativa de reiniciar el periòdic Kain va fracassar després d'unes poques edicions. El 1926, Mühsam va fundar una nova revista que va anomenar Fanal (La Torxa), a la qual va criticar obertament i precàriament els comunistes i els elements d'extrema dreta conservadors dins de la República de Weimar. Durant aquests anys, els seus escrits i discursos van adquirir un to violent, revolucionari, i els seus intents actius per a organitzar un front unit d'oposició a la dreta radical va provocar un intens odi dels conservadors i nacionalistes dins de la República.
Als seus escrits satírics Mühsam atacava amb humor mordaç el creixent fenomen del nazisme, la qual cosa més tard va aixecar la ira d'Adolf Hitler i Joseph Goebbels. Die Affenschande (1923), una història curta, ridiculitzava les doctrines racials del partit nazi, mentre que el poema Republikanische Nationalhymne (1924) va atacar el poder judicial alemany per al seu càstig desproporcionat dels esquerrans, mentre que amb prou feines castigava els participants de dreta en el cop d'estat.
El 1928, Erwin Piscator produí la tercera obra de Mühsam, Staatsräson (Raó d'estat), basat en la polèmica arrestació i l'execució de Nicola Sacco i Bartolomeo Vanzetti als Estats Units. El 1930, Mühsam va completar la seva última obra Alle Wetter, que veia la revolució de les masses com l'única manera d'evitar la presa del poder per la dreta radical. Aquesta obra mai va ser representada en públic, era una crítica virulent dels nazis i la seva influència política creixent de dia en dia.

### Arrest i mort
Mühsam va ser arrestat en Schutzhaft (detenció protectiva) sense càrrecs al matí del 28 de febrer de 1933, poques hores després de l'incendi del Reichstag a Berlín. Joseph Goebbels, el ministre de propaganda nazi, el va qualificar com un «dels subversius jueus.» S'al·lega que Mühsam tenia la intenció de fugir a Suïssa als pròxims dies. Durant els propers disset mesos, va ser empresonat als camps de concentració de Sonnenburg, Brandenburg i, finalment, Oranienburg.
Marinus van der Lubbe, un suposat agitador comunista, va ser arrestat i culpat per l'incendi, i la seva associació amb organitzacions comunistes va motivar Adolf Hitler a declarar un estat d'emergència, i donar suport al president Paul von Hindenburg que va signar el Decret de l'Incendi del Reichstag, que va abolir la majoria de les disposicions sobre drets humans de la constitució de la República de Weimar (1919). Hitler va utilitzar l'estat d'emergència per justificar la detenció d'un gran nombre d'intel·lectuals alemanys etiquetats com a comunistes, socialistes i anarquistes, tant en represàlia per l'atac com per silenciar els oponents a la seva creixent supressió de les llibertats civils.
Publicacions comunistes, socialistes i anarquistes van denunciar aquestes detencions arbitràries d'intel·lectuals, molts dels quals van portar a un esforç internacional per exigir l'alliberament de Mühsam, després de rebre els informes sobre el seumal tractament i l'enumeració dels diversos actes de barbàrie, de tortura i les pallisses reiterades a mans de guàrdies de la presó i oficials.
| « | Després de trencar-li les dents a cops de fusell, estampar una creu gammada al crani amb una marca roent, sotmetre'l a tortures que van portar a haver de ser dut a un hospital, fins i tot ara, les hienes feixistes del camp de concentració Sonnenburg continuaren els seus atacs bestials a aquest home indefens. Les últimes notícies són realment atroces: els nazis van obligar el nostre company a cavar la seva pròpia tomba i després amb un simulacre d'execució, li va fer passar per l'agonia d'un home condemnat. Encara que el seu cos s'ha reduït a una massa de sang i carn tumefacta, el seu esperit segueix sent molt alt: quan els seus botxins van intentar forçar-lo a cantar el Horst-Wessel-Lied (himne dels nazis) va desafiar-les en entonar la Internacional". | » |

S'afirmava àdhuc que els guàrdies del campament havien arrencat fins i tot trossos de la barba de Mühsam per tal de fer que s'assemblés a les caricatures de Jueus ortodoxos tal com es veuen a la premsa antisemita.
El 2 de febrer de 1934, Mühsam va ser traslladat al camp de concentració d'Oranienburg. Les pallisses i la tortura van continuar, fins que finalment en la nit del 9 de juliol de 1934, Mühsam va ser torturat i assassinat pels guàrdies. El seu cadàver malmès va ser trobat penjat en una latrina l'endemà al matí.

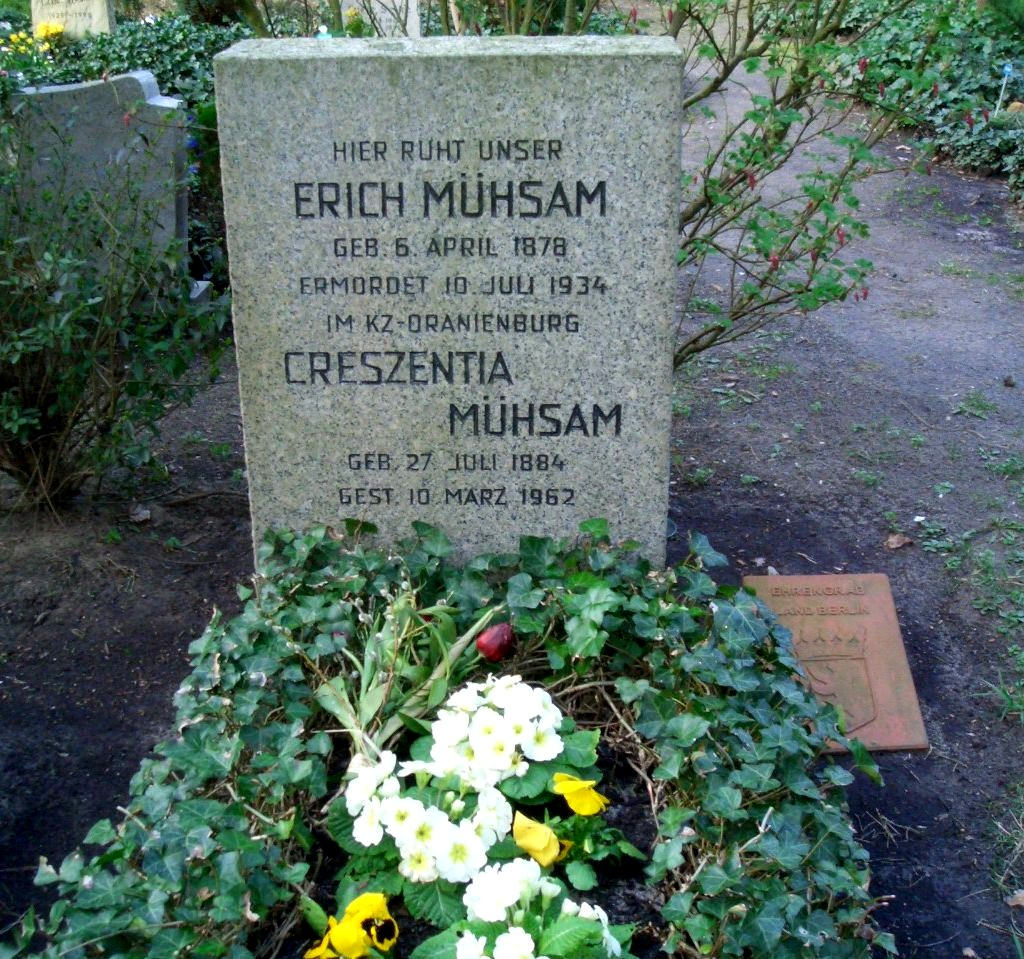
La làpida de Mühsam a Berlin, Waldfriedhof Dahlem. In memoriam La seva dona Zenzl Mühsam

Un informe oficial nazi, d'11 de juliol va declarar que Erich Mühsam havia comès suïcidi, penjant-se, mentre era en Schutzhaft (detenció protectiva) a Oranienburg. No obstant això, un informe de Praga al New York Times del 20 de juliol de 1934 indicava el contrari:
| « | La seva vídua va declarar aquesta nit que, quan se li va permetre per primer cop visitar el seu marit després del seu arrest, la seva cara estava tan inflada pels cops que no el podia reconèixer. Va ser assignat a la tasca de netejar els banys i les escales. Les membres del Sturmbann es divertien en escopir-li a la cara, va afegir. El 8 de juliol passat, el va veure per última vegada amb vida. Malgrat les tortures que havia patit durant quinze mesos, va declarar que quedava alegre, i ella va saber alhora, quan va ser informada del seu «suïcidi», tres dies després que era fals. Quan va denunciar a la policia que l'havien «assassinat», les policistes van encongir d'espatlles i se'n van riure. Se li va negar un examen post mortem, d'acord amb la senyora Mühsam, però els membres del Strumbann, indignats amb els seus nous caps, li van mostrar el cos, que presentava senyals inequívocs d'estrangulació, amb la part posterior del crani destrossada, com si el senyor Mühsam hagués estat arrossegat pel sòl on es feia la desfilada. | » |

Després de la seva mort, algunes publicacions acusarien Theodor Eicke, l'excomandant del camp de concentració de Dachau, com al seu assassí, amb l'ajuda de dos Sturmabteilung (tropes d'assalt) els funcionaris identificats com Ehrath i Konstantin Werner. Es va denunciar que va ser torturat i colpejat fins que va perdre el coneixement, seguidament una injecció el va matar, i que el cos de Mühsam va ser portat a una latrina a la part posterior de l'edifici i es va penjar d'una biga per tal de crear la impressió que Mühsam s'havia suïcidat.

### Llibres
- Die Eigenen (1903)
- Räterepublik (1929)
- Die Befreiung der Gesellschaft vom Staat (1932)
- Unpolitische Erinnerungen (traducció a l'anglès Unpolitical Remembrances) (1931) – autobiografia

### Obres de teztre
- Die Hochstapler (The Con Men) (1904)
- Die Freivermählten (1914)
- Judas (1920)
- Staatsräson (Reasons of State[6]) (1928)
- Alle Wetter (All Hang) (1930)

### Poesia
- Der wahre Jacob (1901)
- Die Wüste (1904)
- Der Revoluzzer (1908)
- Der Krater (1909)
- Wüste-Krater-Wolken (1914)
- Brennende Erde (1920)
- Republikanische Nationalhymne (1924)
- Revolution. Kampf-, Marsch- und Spottlieder (1925)

### Diaris i periòdics
- Kain: Zeitschrift für Menschlichkeit (Cain: Magazine for Humanity) 1911-1914, 1918–1919, 1924 (brief)
- Fanal (The Torch) 1926-1933
- contribucions a periòdics anarquistes Der Freie Arbeiter (The Free Worker), Der Weckruf (The Alarm Call), Der Anarchist (The Anarchist), Neue Gemeinschaft (New Community) and Kampf (Struggle) and edited Der Arme Teufel (The Poor Devil) under the pseudonym "Nolo."